# Долорес (округ, Колорадо)
Шаблон:StateAbbr_ 37°45′ пн. ш. 108°31′ зх. д. / 37.75° пн. ш. 108.52° зх. д.
Округ Долорес (англ. Dolores County) — округ (графство) у штаті Колорадо, США. Ідентифікатор округу 08033.

## Історія
Округ утворений 1881 року.

## Демографія
За даними перепису 
2000 року 
загальне населення округу становило 1844 осіб, усе сільське.
Серед мешканців округу чоловіків було 954, а жінок — 890. В окрузі було 785 домогосподарств, 542 родин, які мешкали в 1193 будинках.
Середній розмір родини становив 2,82.
Віковий розподіл населення поданий у таблиці:
| Стать    | До 15 років | 15-21 | 22-29 | 30-39 | 40-49 | 50-65 | 65-85 | Понад 85 |
| -------- | ----------- | ----- | ----- | ----- | ----- | ----- | ----- | -------- |
| Чоловіки | 169         | 92    | 72    | 113   | 178   | 183   | 132   | 15       |
| Жінки    | 157         | 63    | 60    | 122   | 148   | 171   | 150   | 19       |

## Суміжні округи
- Сан-Мігель — північ
- Сан-Хуан — схід
- Монтесума — південь
- Сан-Хуан, Юта — захід

## Виноски
1. ↑  U.S. Decennial Census. United States Census Bureau. Архів оригіналу за 26 квітня 2015. Процитовано 7 червня 2014.
2. ↑  Historical Census Browser. University of Virginia Library. Архів оригіналу за 1 вересня 2019. Процитовано 7 червня 2014.
3. ↑  Population of Counties by Decennial Census: 1900 to 1990. United States Census Bureau. Архів оригіналу за 31 липня 2014. Процитовано 7 червня 2014.
4. ↑  Census 2000 PHC-T-4. Ranking Tables for Counties: 1990 and 2000 (PDF). United States Census Bureau. Архів оригіналу (PDF) за 6 вересня 2019. Процитовано 7 червня 2014.
5. ↑  State & County QuickFacts. United States Census Bureau. Архів оригіналу за 6 червня 2011. Процитовано 7 червня 2014.(англ.) Наведено за англійською вікіпедією.
6. ↑  American FactFinder. Бюро перепису населення США. Архів оригіналу за 21 травня 2008. Процитовано 31 січня 2008.

| США | Це незавершена стаття з географії США. Ви можете допомогти проєкту, виправивши або дописавши її. |